# Cisticola carruthersi
Fuinha-de-carruthers ou fuinha-dos-papiros (Cisticola carruthersi) é uma espécie de ave da família Cisticolidae.
Pode ser encontrada nos seguintes países: Burundi, República Democrática do Congo, Quénia, Ruanda, Tanzânia e Uganda.
Os seus habitats naturais são: pântanos.